# Futuro esplendor
Futuro Esplendor es el segundo álbum de estudio de la banda de rock chilena Los Miserables (banda). Fue grabado y producido por los integrantes de la banda Los Miserables (banda) en 1992. Su distribución estuvo a cargo de la discográfica Alerce Producciones Fonográficas S.A. Santiago de Chile. El álbum tiene 20 canciones y fueron compuestas por los miembros de la banda. El único videoclip que lanzaron fue Estos Loly Pop. 

## Lista de canciones
| 1  |  | Twist De Los Plásticos Lyrics By – Oscar Silva Music By – Oscar Silva, Patricio Silva | 2:03 |
| 2  |  | Soy Adicto Music By, Lyrics By – Oscar Silva                                          | 2:17 |
| 3  |  | Mundo De Mierda Lyrics By – Claudio García Music By – Patricio Silva                  | 2:29 |
| 4  |  | Cada Día Nos Matan Lyrics By, Music By – Oscar Silva                                  | 1:31 |
| 5  |  | La Policía Lyrics By – Claudio García Music By – Oscar Silva                          | 2:46 |
| 6  |  | Yanki Lyrics By – Claudio García Music By – Oscar Silva, Patricio Silva               | 2:31 |
| 7  |  | Chile No Es Una Postal Lyrics By – Claudio García Music By – Patricio Silva           | 2:39 |
| 8  |  | Cae La Noche Sobre Santiago Lyrics By – Claudio García Music By – Oscar Silva         | 3:05 |
| 9  |  | Yo Quiero Ser Artista Lyrics By – Oscar Silva Music By – Patricio Silva               | 2:25 |
| 10 |  | Estos Loly Pop Lyrics By – Oscar Silva Music By – Patricio Silva                      | 1:58 |
| 11 |  | Resistencia Lyrics By – Claudio García Music By – Oscar Silva                         | 1:30 |
| 12 |  | Gritos De Violencia Lyrics By, Music By – Oscar Silva                                 | 1:49 |
| 13 |  | Asesino Lyrics By, Music By – Oscar Silva                                             | 3:24 |
| 14 |  | No Existen Soluciones Lyrics By – Claudio Medina Music By – Patricio Silva            | 1:36 |
| 15 |  | La Iglesia De María Lyrics By – Claudio Gutiérrez Music By – Patricio Silva           | 2:10 |
| 16 |  | Obedeskamos Lyrics By – Claudio García, Claudio Gutiérrez Music By – Patricio Silva   | 2:16 |
| 17 |  | Futuro Esplendor Lyrics By – Claudio Gutiérrez Music By – Oscar Silva                 | 3:13 |
| 18 |  | El Abismo Lyrics By, Music By – Oscar Silva                                           | 2:52 |
| 19 |  | Declaración De Intrasigencia Lyrics By – Claudio García Music By – Patricio Silva     | 3:13 |
| 20 |  | Ska De La Liberación Lyrics By, Music By – Oscar Silva                                | 1:55 |

## Videoclip
- Estos Loli Pop

## Músicos
- Claudio García (Batería y voz)
- Oscar Silva (Bajo y voz)
- Patricio Silva (Guitarra y voz)